# Dundurs rullesten
Dundurs rullesten (i folkemunde også kaldet både Plisūnas rullesten og Plusuna rullesten) er Letlands 18. største rullesten. 
Stenen er speciel, fordi den er omgivet af vand og ligger ved den sydlige kyst i Plisonas sø(som har også har flere navne). Søen ligger i Ludzas amt (novads) i Istras sogn (pagasts). 
Stenen er på 35 kvadratmeter, er 4,4 meter høj (hvoraf 3 meter stikker op over vandet) og den har en omkreds på 16,5 meter. Stenen har siden 1977 været et natursmindesmærke. 